# Сеніє Зогу

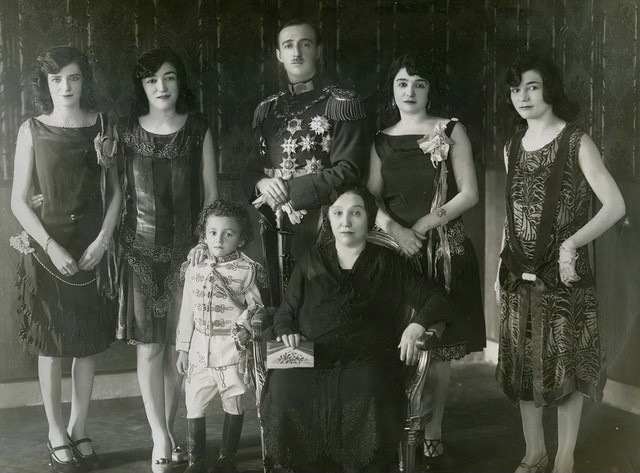
Представники родини Зогу

Принцеса Сеніє, також звана Саніє Зогу (1903—1969) — албанська принцеса, донька Джемаль-паші Зогу та Садідже Топтані, його другої дружини, і була третьою з шести сестер короля Албанії Зогу I. Коли у 1928 році її брат став монархом, вона та її брати та сестри отримали статус принца та принцес Зогу. У 1928—1939 роках вона була головою Албанського Червоного Хреста та жіночої організації Gruaja Shiqiptare.

## Життя
Принцеса Сеніє (Ксенія) була описана як улюблена сестра Зогу I, і ця прихильність була взаємною. Після смерті королеви-матері принцеса Сеніє виконувала представницькі обов'язки першої леді до одруження її брата з королевою Джеральдіною в 1938 році.

### Громадське життя
На відміну від двох своїх старших сестер, принцеси Аділь Зогу та Нафіє Зогу, яких рідко бачили на публіці, король дав своїм чотирьом молодшим сестрам офіційні ролі в королівському представництві. У перші роки його правління принцеси жили традиційним ізольованим життям у королівському палацовому комплексі і рідко з'являлися поза родинним колом, але це змінилося до моменту весілля принцеси Сеніє в 1936 році.
Її весілля було публічною справою, і з того року король регулярно влаштовував офіційні королівські бали, а також дозволив своїм чотирьом молодшим сестрам з'являтися на публіці, виконуючи офіційні королівські представницькі завдання: Сеніє доручали завдання в галузі охорони здоров'я, Рухіє Зогу — освіти, Мізеджен Зогу — культури, а Макшиде Зогу займалася завданнями в галузі спорту. Щоб підготувати їх до таких функцій, їм давали уроки гри на фортепіано, танців, мови та верхової їзди, а також відправляли в кілька подорожей до Західної Європи, де вони стали відомі своїми дорогими поїздками по магазинах. Коли в 1937 році король заборонив хіджаб, він подбав про те, щоб його сестри з'являлися на публіці без чадри й одягнені за західною модою, як приклад для інших жінок.
У жовтні 1928 року король призначив принцесу Сеніє головою Албанського Червоного Хреста . Того ж року король скасував в Албанії усі жіночі організації та замінив їх єдиною жіночою організацією, контрольованою державою, Gruaja Shiqiptare. Цю організацію мала очолювати голова Албанського Червоного Хреста, який, у свою чергу, призначався монархом, а принцеса Сеніє стала головою Gruaja Shiqiptare. Завданням цієї державної жіночої організації було підтримувати офіційну політику щодо прав жінок, а не діяти самостійно. Однак політика уряду була радикальною, оскільки Цивільний кодекс 1928 року заявив, що жінки мають рівні права на спадщину та розлучення, скасував домовлені та примусові шлюби та полігамію та надав жінкам право на освіту та професійне життя. При принцесі Сеніє Gruaja Shiqiptare заснувала місцеві відділення в 20 містах, видавала власну газету та підтримувала численні проекти на підтримку політики режиму щодо жінок, особливо щодо освіти; насправді, однак, робота не досягла особливого успіху поза межами космополітичної еліти міст.
Коли наприкінці 1930-х років король шукав собі дружину, його сестра отримала завдання відвідати бали в Європі в пошуках нареченої серед європейської знаті. У 1937 році на прохання короля принцеса Сеніє запросила майбутню Джеральдіну Албанську на передноворічний бал у королівському палаці Тирани, де він зробив їй пропозицію. Перед королівським весіллям у 1938 році три наймолодші принцеси здійснили поїздку до США, де їм приділили багато уваги, але Сеніє їх не супроводжував.

### Вигнання
Принцеса Сеніє покинула Албанію з рештою королівської родини в 1939 році після початку Другої світової війни та в 1940 році поїхала слідом за колишнім монархом у вигнанні до Великої Британії. Вона, а також решта сестер, окрім Аділе, в 1946 році поїхали за Зогу до Єгипту. У Єгипті вона та принцеса Мізеджен, зокрема, підтримували контакти з тамтешньою албанською колонією. У 1955 році вона та решта сім'ї поїхали слідом за Зогу до Франції, де він і помер. До самої смерті вона жила у Франції разом із сестрами.
Принцеса Сеніє вийшла заміж за принца Шехзаде Мехмеда Абіда[джерело?] (1905—1973), сина Абдул-Гаміда II, у 1936 році, і розлучився з ним у 1949 році. У них не було дітей.

## Почесті
- Дама Великого Хреста Ордена Вірності (Королівство Албанія).[джерело?]

## Походження
|  |                                         |  |  |  |  |  |  |  |  |  |  |  |  |  |  |  |
|  | 8. Махмуд-паша Зоголлі, губернатор Маті |  |  |  |  |  |  |  |  |  |  |  |  |  |  |  |
|  |                                         |  |  |  |  |  |  |  |  |  |  |  |  |  |  |  |
|  |                                         |  |  |  |  |  |  |  |  |  |  |  |  |  |  |  |
|  | 4. Джелал Паша Зоголлі, губернатор Маті |  |  |  |  |  |  |  |  |  |  |  |  |  |  |  |
|  |                                         |  |  |  |  |  |  |  |  |  |  |  |  |  |  |  |
|  |                                         |  |  |  |  |  |  |  |  |  |  |  |  |  |  |  |
|  | 2. Джемал-паша Зогу, губернатор Маті    |  |  |  |  |  |  |  |  |  |  |  |  |  |  |  |
|  |                                         |  |  |  |  |  |  |  |  |  |  |  |  |  |  |  |
|  |                                         |  |  |  |  |  |  |  |  |  |  |  |  |  |  |  |
|  | 5. Рухіє Алтуні                         |  |  |  |  |  |  |  |  |  |  |  |  |  |  |  |
|  |                                         |  |  |  |  |  |  |  |  |  |  |  |  |  |  |  |
|  |                                         |  |  |  |  |  |  |  |  |  |  |  |  |  |  |  |
|  | 1. Принцеса Нафіє Албанська             |  |  |  |  |  |  |  |  |  |  |  |  |  |  |  |
|  |                                         |  |  |  |  |  |  |  |  |  |  |  |  |  |  |  |
|  |                                         |  |  |  |  |  |  |  |  |  |  |  |  |  |  |  |
|  | 6. Салах Бей Топтані                    |  |  |  |  |  |  |  |  |  |  |  |  |  |  |  |
|  |                                         |  |  |  |  |  |  |  |  |  |  |  |  |  |  |  |
|  |                                         |  |  |  |  |  |  |  |  |  |  |  |  |  |  |  |
|  | 3. Садіє Топтані                        |  |  |  |  |  |  |  |  |  |  |  |  |  |  |  |
|  |                                         |  |  |  |  |  |  |  |  |  |  |  |  |  |  |  |
|  |                                         |  |  |  |  |  |  |  |  |  |  |  |  |  |  |  |
|  | 7. Анні Топтані                         |  |  |  |  |  |  |  |  |  |  |  |  |  |  |  |
|  |                                         |  |  |  |  |  |  |  |  |  |  |  |  |  |  |  |
|  |                                         |  |  |  |  |  |  |  |  |  |  |  |  |  |  |  |